# Symphony for the Devil (album Witchery)
Symphony for the Devil – trzeci album studyjny szwedzkiego zespołu muzycznego Witchery. Wydawnictwo ukazało się 24 września 2001 roku nakładem wytwórni muzycznej 
Necropolis Records. Nagrania zostały zarejestrowane w Berno Studios w Malmö.

## Lista utworów
Opracowano na podstawie materiału źródłowego.
| Nr  | Tytuł utworu                                    | Długość |
| --- | ----------------------------------------------- | ------- |
| 1.  | „The Storm”                                     | 03:36   |
| 2.  | „Unholy Wars”                                   | 03:33   |
| 3.  | „Inquisition”                                   | 03:47   |
| 4.  | „Omens”                                         | 04:23   |
| 5.  | „Bone Mill” (utwór instrumentalny)              | 02:43   |
| 6.  | „None Buried Deeper...”                         | 04:02   |
| 7.  | „Wicked”                                        | 02:59   |
| 8.  | „Called for by Death”                           | 04:58   |
| 9.  | „Hearse of the Pharaohs” (utwór instrumentalny) | 05:09   |
| 10. | „Shallow Grave”                                 | 04:24   |
| 11. | „Enshrined”                                     | 04:15   |
| 12. | „The One Within”                                | 03:12   |
|     |                                                 | 47:01   |